# Macroglenes penetrans
Macroglenes penetrans is een vliesvleugelig insect uit de familie Pteromalidae. De wetenschappelijke naam is voor het eerst geldig gepubliceerd in 1800 door Kirby.